# Elsa di Württemberg
Elsa di Württemberg (tedesco: Herzogin Elsa Mathilde Marie von Württemberg; Stoccarda, 1º marzo 1876 – 27 maggio 1936) era la figlia del duca Eugenio di Württemberg e la granduchessa Vera Konstantinovna Romanova.

## Biografia
Elsa nacque a Stoccarda, figlia maggiore del duca Eugenio di Württemberg (1846-1877), (figlio del duca Eugenio di Württemberg, e la principessa Matilde di Schaumburg-Lippe) e di sua moglie, la granduchessa Vera Konstantinovna di Russia (1854-1912), (figlia del granduca Konstantin Nikolaevič di Russia e di sua moglie, la principessa Alessandra di Sassonia-Altenburg). Aveva una sorella gemella, Olga di Württemberg (1876-1932).

## Matrimonio
Il 6 maggio 1897, a Stoccarda, sposò il principe Alberto di Schaumburg-Lippe (1869-1942), figlio del principe Guglielmo di Schaumburg-Lippe e della principessa Batilde di Anhalt-Dessau. Ebbero quattro figli:
- principe Massimiliano di Schaumburg-Lippe (28 marzo 1898-4 febbraio 1974), sposò nel 1933 Helga Lee Roderbourg, non ebbero figli.
- principe Francesco Giuseppe di Schaumburg-Lippe (1º settembre 1899 - 7 luglio 1963), sposò nel 1959 Maria Teresa Peschel, non ebbero figli.
- principe Alessandro di Schaumburg-Lippe (20 gennaio 1901 - 26 novembre 1923).
- principessa Batilde di Schaumburg-Lippe (11 novembre 1903 - 29 giugno 1983), sposò nel 1925 Wolrad, principe di Schaumburg-Lippe, ebbero figli.

## Ascendenza
|                                     |                        |                                           | Genitori                                        |  |  | Nonni |  |  | Bisnonni                  |  |  | Trisnonni                           |  |
|                                     |                        |                                           |                                                 |  |  |       |  |  | 8. Eugenio di Württemberg |  |  | 16. Eugenio Federico di Württemberg |  |
|                                     |                        |                                           |                                                 |  |  |       |  |  | 8. Eugenio di Württemberg |  |  | 16. Eugenio Federico di Württemberg |  |
|                                     |                        | 17. Luisa di Stolberg-Gedern              |                                                 |  |  |       |  |  | 8. Eugenio di Württemberg |  |  |                                     |  |
| 4. Eugenio di Württemberg           |                        |                                           |                                                 |  |  |       |  |  | 8. Eugenio di Württemberg |  |  |                                     |  |
|                                     |                        | 9. Matilde di Waldeck e Pyrmont           | 18. Giorgio I di Waldeck e Pyrmont              |  |  |       |  |  |                           |  |  |                                     |  |
|                                     |                        | 9. Matilde di Waldeck e Pyrmont           | 18. Giorgio I di Waldeck e Pyrmont              |  |  |       |  |  |                           |  |  |                                     |  |
|                                     |                        | 9. Matilde di Waldeck e Pyrmont           | 19. Augusta di Schwarzburg-Sondershausen        |  |  |       |  |  |                           |  |  |                                     |  |
| 2. Eugenio di Württemberg           |                        | 9. Matilde di Waldeck e Pyrmont           |                                                 |  |  |       |  |  |                           |  |  |                                     |  |
|                                     |                        | 10. Giorgio Guglielmo di Schaumburg-Lippe | 20. Filippo II di Schaumburg-Lippe              |  |  |       |  |  |                           |  |  |                                     |  |
|                                     |                        | 10. Giorgio Guglielmo di Schaumburg-Lippe | 20. Filippo II di Schaumburg-Lippe              |  |  |       |  |  |                           |  |  |                                     |  |
|                                     |                        | 10. Giorgio Guglielmo di Schaumburg-Lippe | 21. Giuliana d'Assia-Philippsthal               |  |  |       |  |  |                           |  |  |                                     |  |
| 5. Matilde di Schaumburg-Lippe      |                        | 10. Giorgio Guglielmo di Schaumburg-Lippe |                                                 |  |  |       |  |  |                           |  |  |                                     |  |
|                                     |                        | 11. Ida di Waldeck e Pyrmont              | 22. Giorgio I di Waldeck e Pyrmont (= 18)       |  |  |       |  |  |                           |  |  |                                     |  |
|                                     |                        | 11. Ida di Waldeck e Pyrmont              | 22. Giorgio I di Waldeck e Pyrmont (= 18)       |  |  |       |  |  |                           |  |  |                                     |  |
|                                     |                        | 11. Ida di Waldeck e Pyrmont              | 23. Augusta di Schwarzburg-Sondershausen (= 19) |  |  |       |  |  |                           |  |  |                                     |  |
| 1. Elsa di Württemberg              |                        | 11. Ida di Waldeck e Pyrmont              |                                                 |  |  |       |  |  |                           |  |  |                                     |  |
|                                     | 12. Nicola I di Russia | 24. Paolo I di Russia                     |                                                 |  |  |       |  |  |                           |  |  |                                     |  |
|                                     | 12. Nicola I di Russia | 24. Paolo I di Russia                     |                                                 |  |  |       |  |  |                           |  |  |                                     |  |
|                                     | 12. Nicola I di Russia | 25. Sofia Dorotea di Württemberg          |                                                 |  |  |       |  |  |                           |  |  |                                     |  |
| 6. Konstantin Nikolaevič Romanov    | 12. Nicola I di Russia |                                           |                                                 |  |  |       |  |  |                           |  |  |                                     |  |
|                                     |                        | 13. Carlotta di Prussia                   | 26. Federico Guglielmo III di Prussia           |  |  |       |  |  |                           |  |  |                                     |  |
|                                     |                        | 13. Carlotta di Prussia                   | 26. Federico Guglielmo III di Prussia           |  |  |       |  |  |                           |  |  |                                     |  |
|                                     |                        | 13. Carlotta di Prussia                   | 27. Luisa di Meclemburgo-Strelitz               |  |  |       |  |  |                           |  |  |                                     |  |
| 3. Vera Konstantinovna Romanova     |                        | 13. Carlotta di Prussia                   |                                                 |  |  |       |  |  |                           |  |  |                                     |  |
|                                     |                        | 14. Giuseppe di Sassonia-Altenburg        | 28. Federico di Sassonia-Altenburg              |  |  |       |  |  |                           |  |  |                                     |  |
|                                     |                        | 14. Giuseppe di Sassonia-Altenburg        | 28. Federico di Sassonia-Altenburg              |  |  |       |  |  |                           |  |  |                                     |  |
|                                     |                        | 14. Giuseppe di Sassonia-Altenburg        | 29. Carlotta di Meclemburgo-Strelitz            |  |  |       |  |  |                           |  |  |                                     |  |
| 7. Alessandra di Sassonia-Altenburg |                        | 14. Giuseppe di Sassonia-Altenburg        |                                                 |  |  |       |  |  |                           |  |  |                                     |  |
|                                     |                        | 15. Amalia di Württemberg                 | 30. Ludovico di Württemberg                     |  |  |       |  |  |                           |  |  |                                     |  |
|                                     |                        | 15. Amalia di Württemberg                 | 30. Ludovico di Württemberg                     |  |  |       |  |  |                           |  |  |                                     |  |
|                                     |                        | 15. Amalia di Württemberg                 | 31. Enrichetta di Nassau-Weilburg               |  |  |       |  |  |                           |  |  |                                     |  |
|                                     |                        | 15. Amalia di Württemberg                 |                                                 |  |  |       |  |  |                           |  |  |                                     |  |